# Roncus sardous
Espèce
Roncus sardous est une espèce de pseudoscorpions de la famille des Neobisiidae.

## Distribution
Cette espèce est endémique de Sardaigne en Italie. Elle se rencontre à Dorgali dans la grotte Grotte Scavi Taramelli.

## Étymologie
Son nom d'espèce lui a été donné en référence au lieu de sa découverte, la Sardaigne.

## Publication originale
- Beier, 1955 : Höhlen-Pseudoscorpione aus Sardinien. Fragmenta Entomologica, vol. 2, p. 41-46.